# Amor Y Suerte: Exitos Romanticos
Amor Y Suerte: Exitos Romanticos – tytuł hiszpańskojęzycznej kompilacji Glorii Estefan. Album ukazał się w 2004 roku. Krążek mimo braku promocji zdołał dotrzeć wysoko na latynoskich zestawieniach, a na całym świecie sprzedał się w blisko półmilionowym nakładzie (w Hiszpanii zyskując status złotego krążka). Na płycie znajdują się największe hiszpańskojęzyczne ballady Glorii Estefan oraz premierowy utwór: "Ay, Ay, Ay Amor".
Spis piosenek:
1. Con Los Anos Que Me Quedan
2. Como Me Duele Perderte
3. Tu Fotografia
4. En El Jardin (duet z Alejandro Fernandez)
5. No Pretendo
6. Hablas De Mi
7. Mi Buen Amor
8. Por Amor (duet z Jonem Secada)
9. Mientras Tanto
10. Por Un Beso
11. Hoy
12. Tengo Que Decirte Algo (duet z Jose Feliciano)
13. Ay, Ay, Ay Amor